# Werner Bokelberg
Werner Bokelberg (22. října 1937 Brémy – 20. srpna 2024) byl německý fotograf a herec. Žil a pracoval v Hamburku, Paříži a New Yorku.

## Životopis
Bokelberga, který se již vyučil fotografem, přitahovalo herectví. V 19 letech se chtěl stát komikem, a proto se přihlásil na Státní dramatickou školu na konzervatoři ve Wiesbadenu, kde navštěvoval kurzy u Axela Iverse a Roberta Kleinerta. Nakonec se vrátil ke své původní profesi. V letech 1962 až 1972 pracoval jako fotograf pro časopis Stern a fotografoval osobnosti jako jsou například: Uschi Obermaier, Pablo Picasso, Salvador Dalí, Brian Jones, Andy Warhol, Romy Schneider, Rainer Langhans a studentské hnutí '68. Jako herec si zahrál fotografa ve filmové komedii Klause Lemkeho Sylvie z roku 1973. Později pracoval jako reklamní fotograf a podílel se na mnoha velkých kampaních, například pro Deutsche Bank a Lufthansu.
Jeho synem je kameraman Oliver Bokelberg.

## Publikace
- Dalí, Salvador: Da-Da-Dali, Schünemann, 1966
- Vending machine cards: Pin-up-Girls von gestern, Harenberg, 1980
- Träume vom Helden: Schauspielerinnen der dreissiger Jahre, Harenberg, 1982
- Dalí, Salvador: Da-Da-Dali, Kerber, 2004